# 루시 류
루시 알렉시스 리우(영어: Lucy Alexis Liu, 1968년 12월 2일 ~ )는 중국계 미국인 배우이다. 2000년 《미녀 삼총사》로 주목받기 시작한 후 2003년 《킬 빌》에서 최종 보스인 오렌 이시이 역을 맡아 MTV 무비 & TV 어워드에서 최고의 악당상을 수상했다.
서양인들이 공유하는 오리엔탈리즘적 동아시아 여성상을 고스란히 재현하는 외모(시원하게 치켜올라간 눈꼬리, 웃으면 볼록 튀어나오는 광대, 주근깨가 드문드문 보이는 흰 피부에 키 160cm의 아담한 체구 등등)를 소유하고 있다. 이 때문인지 연기활동을 시작했을 때부터 오리엔탈리즘에 충실하게 기모노/치파오나 한복을 입은 역할 혹은 누군가를 적극적으로 유혹하는 뇌쇄적이고 이질적인 캐릭터를 많이 맡았으나, 현재는 자신만의 색깔을 찾아서 스크린이든 브라운관에서든 여러 장르의 캐릭터들을 시도하고 있는 듯하다. 최근에는 "동양계"가 아닌 "미국인"이라는 정체성이 더 강한 역할 위주로 연기하고 있어, 동양계 배우들 중 드물게 인종과 상관 없이 다양한 역을 맡는다는 평을 듣는다.

## 출연작 목록

### 영화
| 연도 | 제목                          | 원제                                         | 배역              | 비고       |
| ---- | ----------------------------- | -------------------------------------------- | ----------------- | ---------- |
| 1999 | 페이백                        | Payback                                      | 펄                |            |
| 1999 | 트루 크라임                   | True Crime                                   | 장난감 가게 여자  |            |
| 1999 | 몰리                          | Molly                                        | 브렌다            |            |
| 1999 | 메이킹 베이비                 | The Mating Habits of the Earthbound Human    | 리디아            |            |
| 1999 | 플레이 투 더 본               | Play It to the Bone                          | 리아              |            |
| 2000 | 상하이 눈                     | Shanghai Noon                                | 페이페이 공주     |            |
| 2000 | 미녀 삼총사                   | Charlie's Angels                             | 알렉스 먼데이     |            |
| 2001 | 호텔                          | Hotel                                        | 카위카            |            |
| 2002 | 엑스 대 세버                  | Ballistic: Ecks vs. Sever                    | 세버              |            |
| 2002 | 싸이퍼                        | Cypher                                       | 리타 포스터       |            |
| 2002 | 시카고                        | Chicago                                      | 키티 백스터       |            |
| 2003 | 미녀 삼총사: 맥시멈 스피드    | Charlie's Angels: Full Throttle              | 알렉스 먼데이     |            |
| 2003 | 킬 빌 1부                     | Kill Bill: Volume 1                          | 오렌 이시이       |            |
| 2004 | 뮬란 2                        | Mulan II                                     | 메이              | 애니메이션 |
| 2005 | 3개의 주사기                  | 3 Needles                                    | 진 핑             |            |
| 2005 | 도미노                        | Domino                                       | 태린 밀스         |            |
| 2006 | 럭키 넘버 슬레븐              | Lucky Number Slevin                          | 린지              |            |
| 2007 | 코드 네임 클리너              | Code Name: The Cleaner                       | 지나              |            |
| 2007 | 블러드 헌터                   | Rise: Blood Hunter                           | 샌디              |            |
| 2007 | 와칭 디텍티브                 | Watching the Detectives                      | 바이올렛          |            |
| 2008 | 우리를 알게 되는 한해         | The Year of Getting to Know Us               | 앤                |            |
| 2008 | 쿵푸 팬더                     | Kung Fu Panda                                | 바이퍼            | 애니메이션 |
| 2008 | 팅커벨                        | Tinker Bell                                  | 실버미스트        | 애니메이션 |
| 2009 | 팅커벨 2: 잃어버린 보물       | Tinker Bell and the Lost Treasure            | 실버미스트        | 애니메이션 |
| 2010 | 팅커벨 3: 위대한 요정 구조대  | Tinker Bell and the Great Fairy Rescue       | 실버미스트        | 애니메이션 |
| 2010 | 노마드                        | Nomads                                       | 수전              |            |
| 2010 | 쿵푸 팬더 홀리데이 스페셜     | Kung Fu Panda Holiday                        | 바이퍼            | 애니메이션 |
| 2011 | 디태치먼트                    | Detachment                                   | 도리스 파커       |            |
| 2011 | 트러블 위드 블리스            | The Trouble with Bliss                       | 앤드리아          |            |
| 2011 | 쿵푸 팬더 2                   | Kung Fu Panda 2                              | 바이퍼            | 애니메이션 |
| 2011 | 고통이 약이 된다              | Someday This Pain Will Be Useful to You      | 로위나            |            |
| 2012 | 팅커벨 4: 날개의 비밀         | Secret of the Wings                          | 실버미스트        | 애니메이션 |
| 2012 | 철권을 가진 사나이            | The Man with the Iron Fists                  | 마담 블러섬       |            |
| 2014 | 팅커벨 5: 해적 요정           | The Pirate Fairy                             | 실버미스트        | 애니메이션 |
| 2014 | 매직 원더랜드                 | Magic Wonderland                             | 오션 공주         | 애니메이션 |
| 2014 | 가구야 공주 이야기            | The Tale of the Princess Kaguya              | 사가미            | 애니메이션 |
| 2014 | 팅커벨 6: 네버비스트의 전설   | Tinker Bell and the Legend of the NeverBeast | 실버미스트        | 애니메이션 |
| 2016 | 쿵푸 팬더 3                   | Kung Fu Panda 3                              | 바이퍼            | 애니메이션 |
| 2018 | 퓨처 월드                     | Future World                                 | 여왕              |            |
| 2018 | 상사에 대처하는 로맨틱한 자세 | Set It Up                                    | 키어스틴 스티븐스 |            |
| 2019 | 쿠엔틴 타란티노 8             | QT8: The First Eight                         | 본인              | 다큐멘터리 |
| 2020 | 스테이지 마더                 | Stage Mother                                 | 시에나            |            |
| 2022 | 스트레인지 월드               | Strange World                                | 캘리스토 맬       | 애니메이션 |
| 2022 | 샤잠! 신들의 분노             | Shazam! Fury of the Gods                     | 칼립소            |            |
| 2024 | 레드 원                       | Red One                                      | 조이              |            |

### 텔레비전 드라마
| 연도      | 제목               | 원제                             | 배역          | 비고                               |
| --------- | ------------------ | -------------------------------- | ------------- | ---------------------------------- |
| 1995      | 헤라클레스         | Hercules: The Legendary Journeys | 오이란        | "The March to Freedom" 에피소드    |
| 1995      | ER                 | ER                               | 메이선 루     | 3회분                              |
| 1996      | 내시 브리지스      | Nash Bridges                     | 제이 파월     | "Genesis" 에피소드                 |
| 1996      | 엑스파일           | The X-Files                      | 킴 신         | 시즌3 〈차이나타운의 비극〉편      |
| 1996      | 하이 인시던트      | High Incident                    | 윈 경관       | 2회분                              |
| 1996-97   | 펄                 | Pearl                            | 에이미 리     | 주연                               |
| 1997      | NYPD 블루          | NYPD Blue                        | 에이미 추     | "A Wrenching Experience" 에피소드  |
| 1997      | 마이클 헤이스      | Michael Hayes                    | 앨리스 우     | "Slaves" 에피소드                  |
| 1998-2002 | 앨리의 사랑 만들기 | Ally McBeal                      | 링 우         | 주연                               |
| 2001      | 섹스 앤 더 시티    | Sex and the City                 | 본인          | "Coulda, Woulda, Shoulda" 에피소드 |
| 2004-055  | 조이               | Joey                             | 로런 벡       | 3회분                              |
| 2007      | 어글리 베티        | Ugly Betty                       | 그레이스 친   | 2회분                              |
| 2009      | 캐시미어 마피아    | Cashmere Mafia                   | 미아 메이슨   | 7회분                              |
| 2010      | 더티 섹시 머니     | Dirty Sexy Money                 | 놀라 라이언스 |                                    |
| 2012      | 사우스랜드         | Southland                        | 제시카 탱     | 10회분                             |
| 2012-19   | 엘리멘트리         | Elementary                       | 조앤 왓슨     |                                    |
| 2016      | 걸스               | Girls                            | 모즈데일 형사 | "Japan" 에피소드                   |
| 2017      | 디피컬트 피플      | Difficult People                 | 베로니카 포드 |                                    |
| 2019      | 와이 우먼 킬       | Why Women Kill                   | 시몬          |                                    |